# Snowboardcross

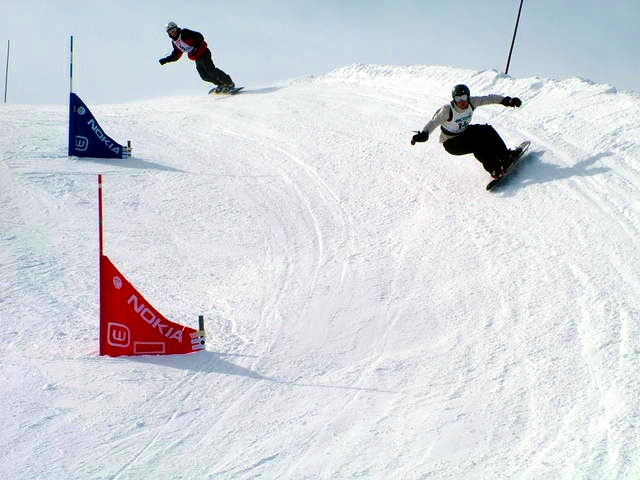
Snowboarder beim Wettbewerb

Als Snowboardcross (auch BoarderCross, SBX oder BoarderX) bezeichnet man einen Snowboard-Wettkampf, bei dem eine Gruppe von mindestens vier Fahrern gleichzeitig gegeneinander eine Abfahrtsstrecke bewältigt. In der Regel starten vier Snowboarder, von denen zwei in die nächste Runde aufsteigen. Gestartet wird nebeneinander aus einer Startbox. Die Strecke ist für gewöhnlich recht eng und mit diversen Herausforderungen (Schanzen, Kurven, Absätzen, Senken, Verjüngungen) und unterschiedlichen Neigungswinkeln präpariert, um das fahrerische Können der Teilnehmer zu fordern.
Aufgrund der engen Streckenführung sind Kollisionen zwischen den Rennfahrern nicht ungewöhnlich, weshalb diese Rennen mit umfangreichem Körperschutz und Motocross-ähnlichen Sturzhelmen mit Kinnschutz gefahren werden.
Der Wettkampf ist seit den Olympischen Winterspielen 2006 in Turin im Programm der Olympischen Winterspiele.
Da diese Wettkampfform sehr attraktiv ist und interessante TV-Bilder liefert, werden auch Wildwasserkajak Wettfahrten nach dem gleichen Schema veranstaltet und ebenfalls als Boardercross bezeichnet.